# Oxytenis modestia
Oxytenis modestia là một loài bướm đêm thuộc họ Saturniidae. Nó phân bố ở Guatemala đến bắc Nam Mỹ.

## Hình ảnh

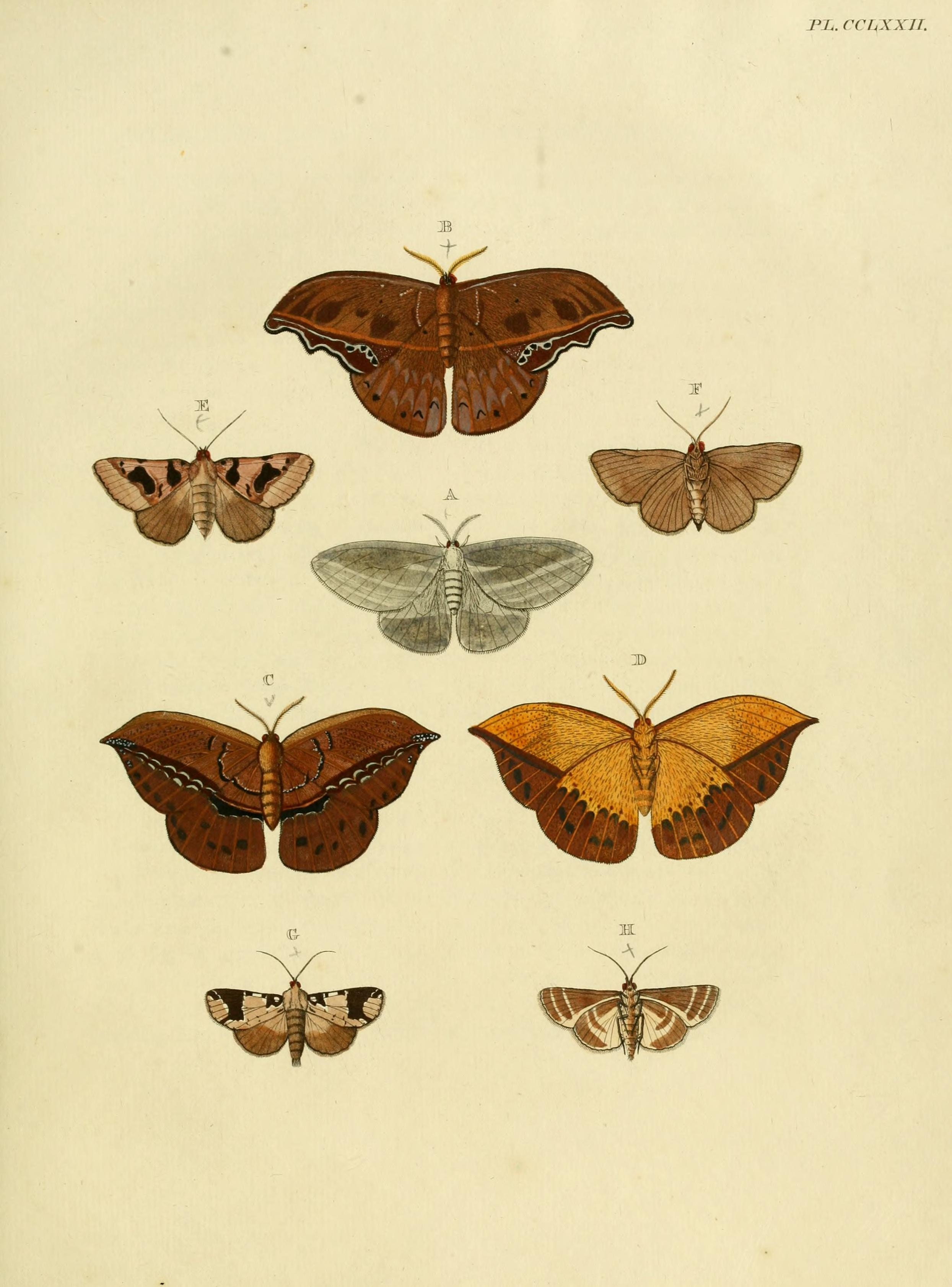